# 人民民主主義
人民民主主義（じんみんみんしゅしゅぎ、People's Democracy）とは、社会主義国の政治体制のひとつで、ソビエト連邦などの共産党による一党制（一党独裁制）に対して、人民戦線方式を反映した複数政党制のこと。第二次世界大戦後の東欧諸国、中華人民共和国、朝鮮民主主義人民共和国などが採用した。
ただしこれらの諸国では憲法等で共産党が指導政党と定められており、各政党も共産党の指導を受ける（衛星政党）ため、野党は存在せず政権交代は発生しない（ヘゲモニー政党制）。

## 歴史
マルクスによると資本主義社会から共産主義社会への移行期間には労働者階級によるプロレタリア独裁が必要となり、更にレーニンによると労働者階級の利益は単一の前衛党により代表されるものである。このため、ソビエト連邦はプロレタリア独裁の代わりとして、ソ連型社会主義に導入し、共産党による一党独裁制（一党制）を敷き他政党の存在も認めなかった。
一方で戦間期から第二次世界大戦後にかけて、資本主義諸国や植民地諸国における共産党は、人民戦線や民族解放戦線といった反ファシズムや反帝国主義の大義に基づいた共同戦線（統一戦線）を共産党以外の勢力と結成するケースが多くなった。人民民主主義体制はこの枠組みに基づいた、前衛的労働者階級のみならず広範な人民の利益を代表せんとする政体である。よって人民民主主義体制では、共産党以外の民族主義政党、農民政党、社会民主主義政党、宗教政党、さらにはブルジョア政党なども、共同戦線のもとに議会の議席などを認められていることが多い（衛星政党）。しかし、共産党が党の指導性に基づいて政治を支配しており、実態は一党独裁制である（ヘゲモニー政党制）。
議会の選挙も、例えば旧東ドイツでは議会の選挙は予め議席の配分が決まったリスト（当然支配政党の議席が最大）に賛成か反対かを問うものでしかなく、これでは議会での議席の変動などが起こるはずもなかった。

## 人民民主主義国
- 中華人民共和国 1949年-

中華人民共和国憲法第1条で「中華人民共和国は、労働者階級の指導する、労農同盟を基礎とした、人民民主独裁の社会主義国家である。」[2]と規定[3]。
建国当初の中華人民共和国は中国共産党と民主諸党派の参加する全国政治協商会議を最高決議機関としていた。その後、共産党員と中国人民解放軍軍人で占められる全国人民代表大会が最高決議機関とされ、政協会議は諮問機関に位置づけられる。当初は百花斉放期をピークとして民主諸党派の活発な言論活動が見られたものの、反右派闘争以降の民主諸党派の活動は低調である。現在、民主諸党派の主要幹部は共産党との二重党籍を有する。
- 朝鮮民主主義人民共和国（北朝鮮） 1948年-
朝鮮民主主義人民共和国社会主義憲法第12条で「国家は、階級路線を堅持し、人民民主主義独裁を強化して、内外の敵対分子の破壊策動から人民主権と社会主義制度をかたく守る。」と規定。朝鮮労働党の衛星政党として朝鮮社会民主党と天道教青友党が存在し、形式上は複数政党制であるが、朝鮮労働党を指導政党とする一党独裁制である。
- ラオス人民民主共和国 1975年-
ラオスはラオス人民革命党の一党制だが、憲法の前文に「この憲法は、我が国の人民民主主義に基づく憲法である。」[4]と記載。

### 過去
東ヨーロッパに存在した人民民主主義国家の議会選挙では、指導政党と諸政党が統一名簿を作成し、統一名簿に対する信任投票が行われた。
- チェコスロバキア共和国 1948年-1960年
- ドイツ民主共和国 1949年-1990年
- ハンガリー人民共和国 1949年-1989年
- ブルガリア人民共和国 1944年-1990年
- ベトナム民主共和国 1945年-1976年
- ポーランド人民共和国 1952年-1989年
- ユーゴスラビア連邦人民共和国 1945年-1963年
- ルーマニア人民共和国 1947年-1965年